# Puig Antoniet
El Puig Antoniet és una muntanya de 168 metres que es troba entre els municipis de Palamós i de Vall-llobrega, a la comarca catalana del Baix Empordà.